# Thizz Entertainment
Thizz Entertainment est un label discographique de hip-hop américain, situé à Vallejo, en Californie. Il est initialement fondé en 1996 sous le nom de Romp Records par Mac Dre. Ce dernier déménage en 1999 à Sacramento, il change le nom du label pour Thizz Entertainment, afin de rompre les liens avec son ancien gang, le Romper Room Gang.

## Histoire
Il est initialement fondé en 1996 sous le nom de Romp Records par Mac Dre. Ce dernier déménage en 1999 à Sacramento, il change le nom du label pour Thizz Entertainment, afin de rompre les liens avec son ancien gang, le Romper Room Gang. Dre a choisi ce nom car il pense qu'il décrit très bien la sensation engendrée par la prise d'ecstasy, qui était très populaire dans la scène hip-hop de la Bay Area.
Quand, le 1er novembre 2004, Mac Dre se fait tuer après un concert à Kansas City, son partenaire d'affaires Miami Tha Most prend le label en main avec Curtis « Kilo Curt » Nelson.
Le label est connu pour faire de la feel good music un genre que Mac Dre a inventé, et qui est en partie à l'origine du mouvement hyphy. Plus de soixante artistes ont sorti leurs albums chez Thizz Entertainment et ses autres divisions. Thizz Entertainment est aussi un sponsor d'évènements hip-hop aux États-Unis. Le label est ignoré par les majors. Thizz vend ses CD sur Internet et en supermarché et, plus largement, par le bouche à oreille. Ils offrent la moitié des bénéfices du label aux artistes qui ont du mal à percer.
En 2007, le label se diversifie et crée Thizz South, Thizz Latin et Thizz Northwest.

## Divisions
- Thizz South Records
- Thizz Latin Records
- Thizz NorthWest
- Romp Records
- Faeva Afta Entertainment
- M.G.M. Records
- B.M.R

## Artistes
- Mac Dre (décédé)
- Mac Mall
- Little Bruce
- Money Gang (groupe incluant: Rydah J., Klyde & Johnny Ca$h (décédé)
- The Crest Creepaz (groupe incluant: Baygeen, Shigady & Boss Hog)
- Fendi Boyz (groupe incluant: Peanut Kata & Geezy)
- Mistah F.A.B.
- J-Diggs
- Kuzzo Fly
- Haji Springer aka P.I.D.
- Dubee aka Sugawolf
- P.S.D.
- Y.S. aka Tha Thizz Kid
- Savage Dragonz
- Tito B
- Gold Toes
- Bavgate
- Meezy Montana

## Discographie

### Thizz Nation
- 2003: Thizz Nation Vol. 1
- 2003: Thizz Nation Vol. 2
- 2005: Thizz Nation Vol. 3
- 2005: Thizz Nation Vol. 4
- 2006: Thizz Nation Vol. 5
- 2006: Thizz Nation Vol. 6
- 2006: Thizz Nation Vol. 7
- 2006: Thizz Nation Vol. 8 (featuring Mistah F.A.B.)
- 2007: Thizz Nation Vol. 9 (featuring Rydah J. Klyde)
- 2007: Thizz Nation Vol. 10 (featuring Bavgate)
- 2007: Thizz Nation Vol. 11 (featuring Johnny Cash)
- 2007: Thizz Nation Vol. 12 (featuring Money Gang)
- 2007: Thizz Nation Vol. 13
- 2007: Thizz Nation Vol. 14 (featuring Thizz Latin)
- 2007: Thizz Nation Vol. 15
- 2007: Thizz Nation Vol. 16 (featuring The Crest Creepaz)
- 2007: Thizz Nation Vol. 17 (featuring J-Diggs)
- 2007: Thizz Nation Vol. 18 (featuring Mistah F.A.B., G-Stack)
- 2007: Thizz Nation Vol. 19 (featuring Starr Studded)
- 2007: Thizz Nation Vol. 20 (featuring Geezy)
- 2008: Thizz Nation Vol. 21 (featuring Gorilla Pits)
- 2008: Thizz Nation Vol. 22 (featuring Meez)

### DVD
- Treal T.V. (2003)
- Treal T.V. #2 (2006)
- The Block Report (2007)
- TREAL T.V. #3 (2008)